# Carta dei Baroni

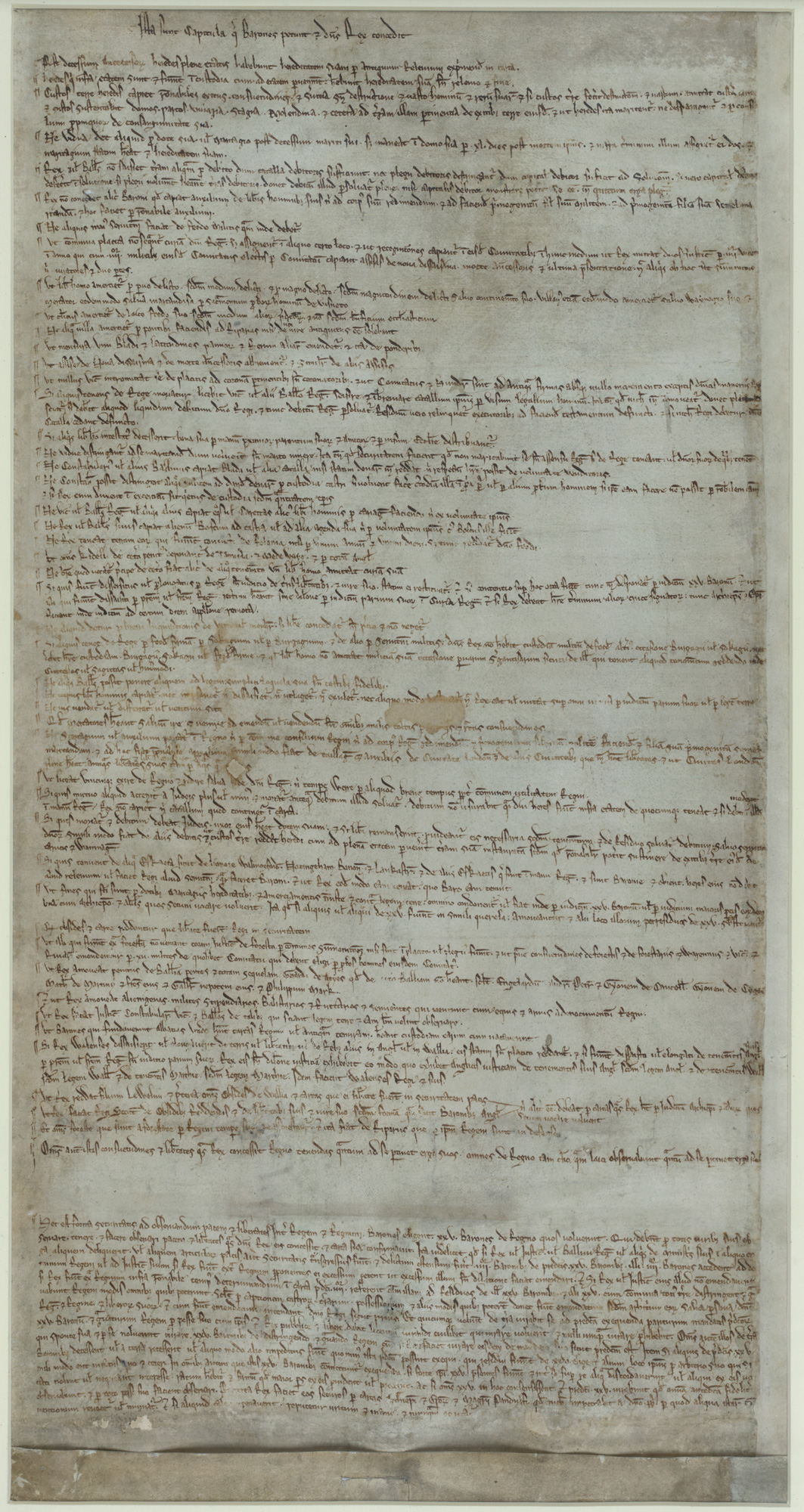
La "Carta dei Baroni" concessa nel giugno 1215, oggi conservata presso la British Library, fu il prototipo della Magna Carta

Gli articoli dei Baroni (o carta dei Baroni) è un documento degli inizi del XIII secolo redatto dai nobili del regno d'Inghilterra e contenente alcune richieste da presentare al re Giovanni d'Inghilterra. È conservato presso la British Library di Londra ed è considerato una prima formulazione della Magna Carta promulgata pochi giorni dopo.

## Storia e descrizione
Fin dalla salita sul trono d'Inghilterra del primo re della dinastia dei plantageneti, Enrico II d'Inghilterra, i rapporti fra la corona e i nobili del regno erano andati a deteriorarsi sempre più. Enrico e il figlio Riccardo I regnarono con grande autorità imponendo spesso pesanti tasse ai propri sudditi per finanziare guerre (in particolare per la spedizione della terza crociata a cui Riccardo prese parte). Ciò continuò anche con il successore di Riccardo, Giovanni d'Inghilterra che impose una pesante pressione fiscale per sostenere i suoi tentativi di riconquista degli antichi possedimenti famigliari in Francia che sfociarono nella sconfitta nella battaglia di Bouvines del 1214.
Il malcontento tra i baroni del regno si era manifestato nella formazione di una schiera di nobili ribelli apertamente ostili alla corona. Per tentare di mettere pace nel regno, l'arcivescovo di Canterbury Stephen Langton iniziò nel giugno del 1215 una serie di negoziati fra il re e i ribelli presso Runnymede. Si presume che nei primi giorni dei colloqui, probabilmente il 10 giugno, i baroni composero una carta dove erano formalizzate alcune richieste da presentare al sovrano.
La carta, conosciuta oggi appunto come "carta dei Baroni", conta una prima sezione di 74 righe in cui si elencano, non numerandole, 48 clausole (o articoli) corrispondenti alle richieste. Una sezione successiva, separata dalla prima da uno spazio di circa 4 righe, presenta una sorta di clausola di garanzia, lunga 14 righe, in cui si dichiarava l'istituzione di un consiglio di 25 baroni che avesse vigilato sul rispetto, da parte del re Giovanni, degli articoli precedenti.
La carta dei Baroni fu il preludio alla Magna Carta, promulgata da Giovanni pochi giorni dopo, il 15 giugno, e in cui sono contenute tutte le sue 48 clausole e una formulazione, sostanzialmente simile, della stessa clausola di garanzia.
La carta, di cui oggi esiste un solo esemplare probabilmente conservato dall'arcivescovo Stephen Langton, è costituita da un unico foglio di pergamena autenticato da un sigillo reale, oggi conservato separatamente, in cera bianca. La carta si apre con la formula "Questi sono gli articoli che i Baroni chiedono e il re concede".